# Клязьменский
Клязьменский — посёлок в Петушинском районе Владимирской области России, входит в состав Петушинского сельского поселения.

## География
Посёлок расположен в 7 км на юг от райцентра города Петушки.

## История
Образован после Великой Отечественной войны как посёлок при разработке торфопредприятия. Указом Президиума ВС РСФСР № 151 от 14.02.1966 г. посёлок торфопредприятия имени Дзержинского переименован в Клязьменский. Входил в состав Крутовского сельсовета Петушинского района, с 2005 года — в составе Петушинского сельского поселения.

## Население
| 2002 | 2010 | 2021 |
| ---- | ---- | ---- |
| 185  | ↘169 | ↗185 |